# X Triennale di Milano

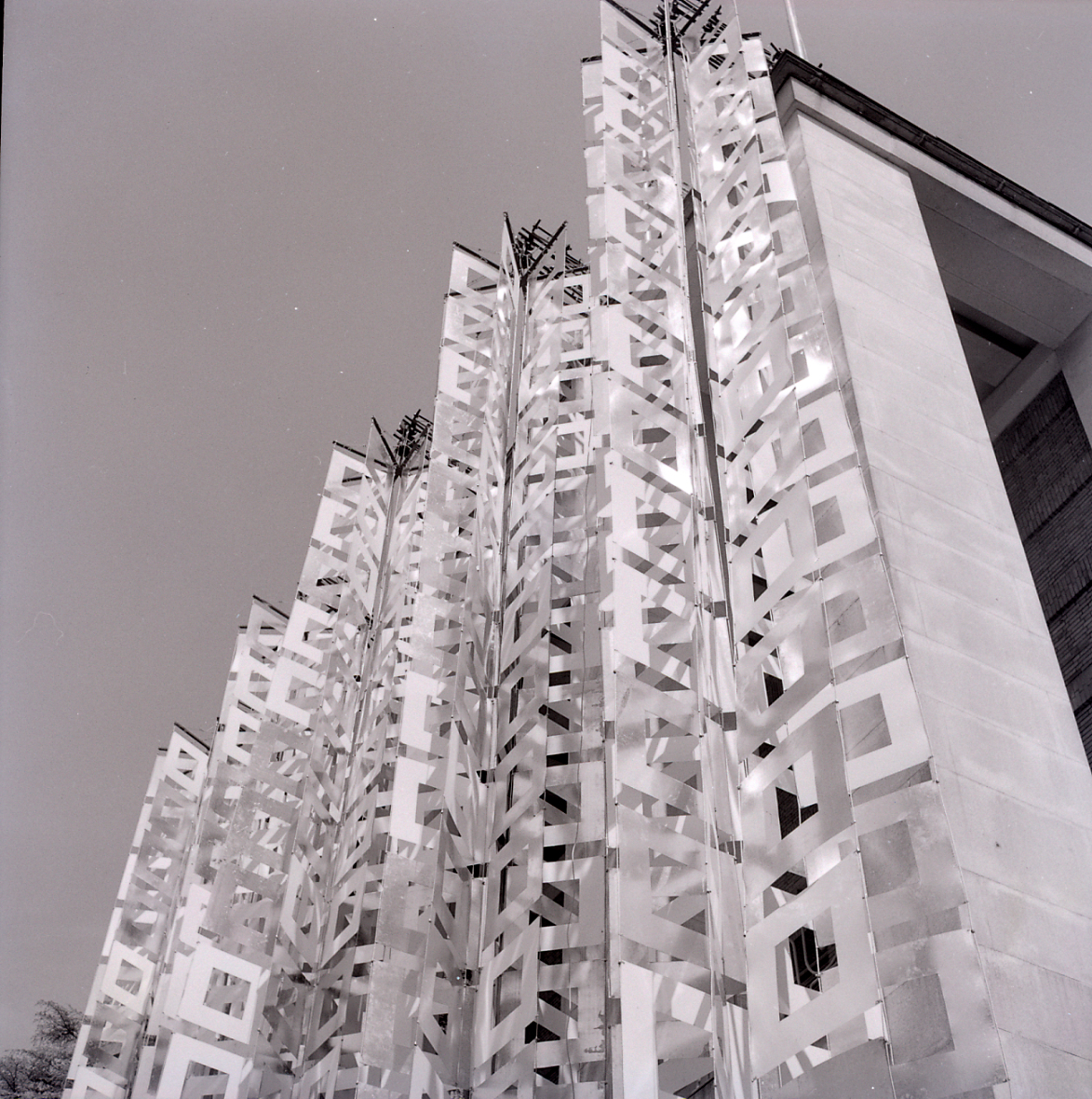
Decorazione applicata sulla facciata del Palazzo dell'Arte in occasione della decima edizione della Triennale di Milano. Foto di Paolo Monti, 1954.

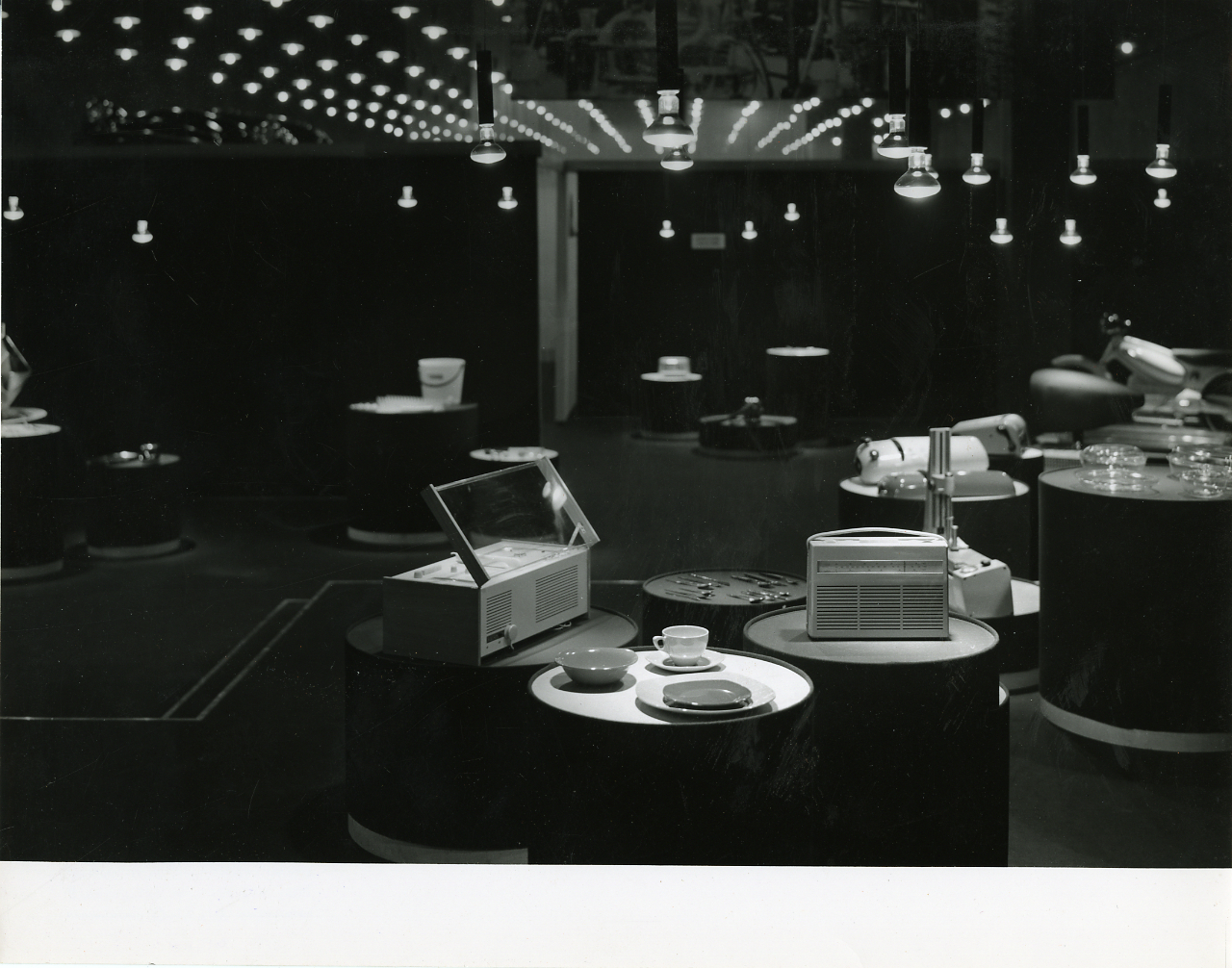
L'allestimento della Triennale in una foto di Paolo Monti, 1954. Fondazione BEIC

La Decima Triennale di Milano è stata inaugurata il 28 agosto 1954 e si è conclusa il 15 novembre dello stesso anno.
Il fine della Mostra è portare il pensiero creativo verso la funzionalità del mondo reale, quindi a una integrazione del Disegno industriale con la realtà e le esigenze della prefabbricazione, con il contributo delle arti decorative e architettoniche moderne.

## Contesto storico

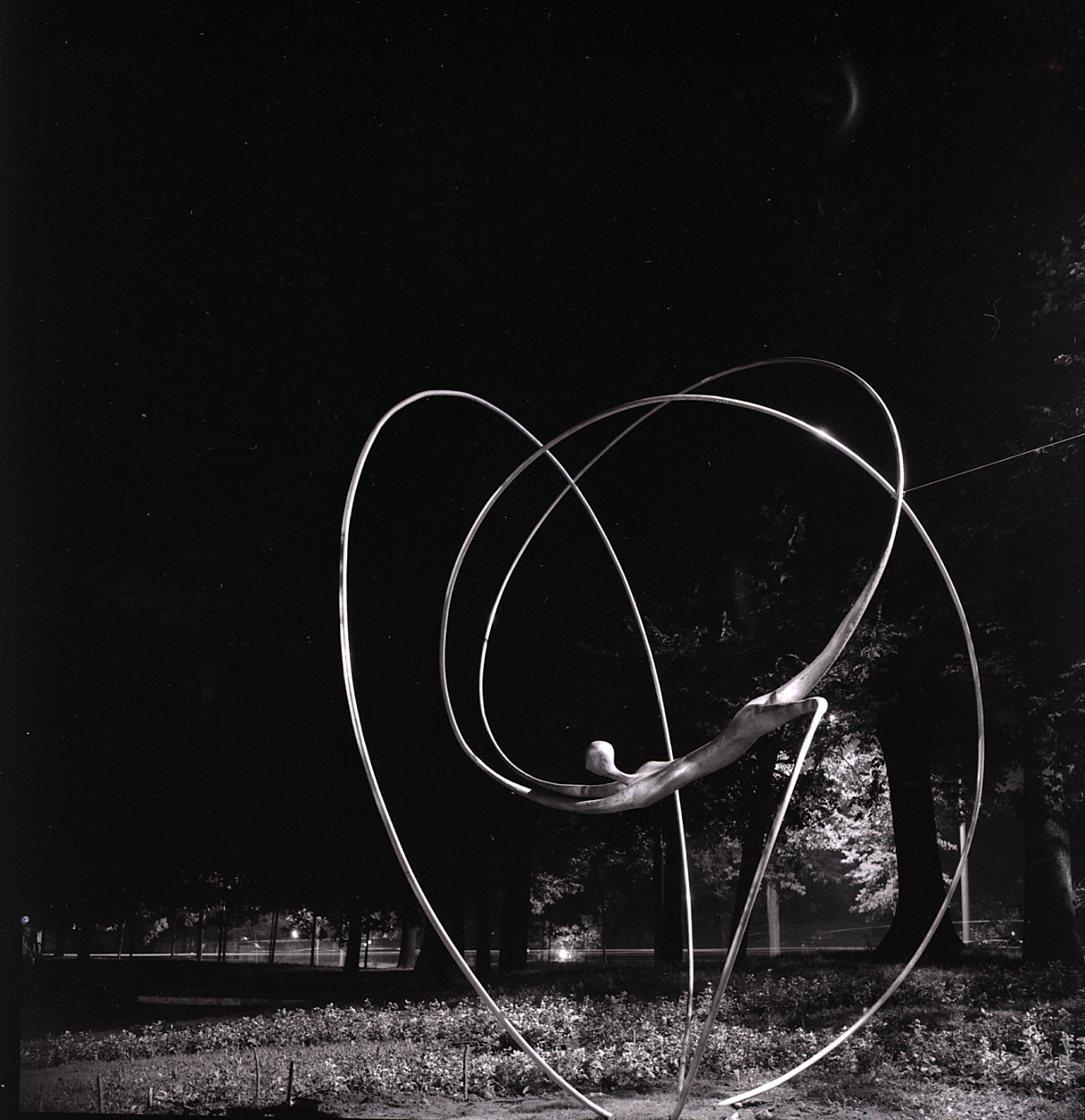
Scultura di Carmelo Cappello al Parco Sempione per la X Triennale

La X Triennale si svolge in un momento sociale ed economico particolare, a cavallo tra la ricostruzione post-bellica e l'inizio del grande miracolo economico italiano.
L'espansione economica è generatrice di nuove aree di mercato, con richieste di differenziate qualità a produttori che devono adattarsi a questa nuovissima evoluzione.
Gli architetti e i designer italiani erano abituati, fino ad allora, ad usufruire dell'eccellenza artigianale per dare una forma reale alla creatività dei loro progetti, a scapito di una limitata diffusione dei loro prodotti.
Per rendere disponibili ad un più vasto pubblico prodotti di forma e qualità più elevati a costi accessibili, è indispensabile che si giunga rapidamente ad una strettissima collaborazione tra il mondo della creatività e quello della produzione industriale.
Il progetto è adattato seguendo le necessità pratiche che la grande produzione impone, mentre l'industria oltre a diversificare il suo operato rende reale e tangibile il concetto dell'estetica funzionale.

## Programma degli eventi: concorsi
La Decima Triennale ha bandito sette concorsi:
1) Concorso internazionale per disegni di tessuti stampati per arredamento. (Collaborazione con la ditta “Socota-Soc”)
2) Concorso internazionale per disegni di tessuti stampati per mobili imbottiti (Collaborazione con la ditta “Fede Cheti”)
3) Concorso nazionale per l'allestimento del Salone d'onore della Decima Triennale di Milano
4) Concorso nazionale per progetti di sedia e di tavolo ampliabile (Collaborazione con la “Tecno S. A.”)
5) Concorso internazionale per mobili imbottiti (Collaborazione con la ditta “Fede Cheti”)
6-7) Concorsi internazionali per composizioni floreali (Collaborazione della “Mostra Internazionale Fiore e Giardino”)

## Mostre e Sezioni

### Mostra del mobile singolo
Ordinamento: Franco Albini, Franco Berlanda, Luigi Fratino, Enrico Freyrie, Gino Valle, Nanni Valle

Allestimento: Luigi Fratino, Enrico Freyrie

Consulenza: Bruno Cassinari, Emanuele Rambaldi
I mobili in serie offrono la possibilità di essere considerati come pezzi singoli o combinati secondo varie modalità, conferendo all'ambiente della casa l'intimità, soddisfacendo i vincoli funzionali e le aspirazioni estetiche al fine di consentire l'espressione dei più svariati caratteri personali.

Gli oggetti scelti per questa sezione sono per la maggiore prodotti fuori dall'Italia per e quella produzione continua e uno standard perfezionato generati da un'avanzata industrializzazione.

È importante sottolineare le differenze continentali che caratterizzano le diversificate combinazioni e le diverse origini dei materiali.

Il contributo italiano alla mostra è quasi tutto costituito da prototipi, in quanto non è ancora stato raggiunto il necessario dialogo tra progettista e produttore affinché abbia inizio una fase di produzione di massa.

Il mobile viene presentato al visitatore come organismo a sé stante, compiuto in se stesso; gli accostamenti tra mobili hanno lo scopo di favorire una critica, non di creare una composizione.

La sezione è stata organizzata volumetricamente in una sola dimensione – piani orizzontali e pavimento – le altre, compresa l'illuminazione, sono lasciate indifferenziate ed elastiche.

Pavimento e soffitto presentano quindi lo stesso impianto costruttivo e uguale materiale.
Luci mobili lungo le rotaie ricavate nel soffitto illuminano direttamente ogni singolo mobile.

Il pavimento è in lieve declivio e viene suddiviso in tre strisce longitudinali quasi parallele.
Le due strisce laterali sono suddivise a loro volta in zone minori, delimitate dal lieve sfalsamento dei piani.

Sono presenti, in varie forme e materiali, elementi di arredo quali: tavoli, sedie, poltrone e divani, scaffalature, armadi, letti, credenze.

### Mostra dello standard
Ordinamento e allestimento: Luigi Caccia Dominioni, Carlo Casati, Ignazio Gardella, Vico Magistretti, Mario Righini

Consulenza: Luciano Minguzzi, Ennio Morlotti
La mostra illustra le possibilità dell'utilizzo di mobili di serie all'interno dell'abitazione.

Riprendendo il discorso introdotto nella sezione del mobile singolo viene presentato un grande appartamento arredato con mobili di serie.

Gli arredi sono tutti stati selezionati dalle produzioni di tutto il mondo, sono stati impiegati anche oggetti di antiquariato.

I locali esplicano come si possa raggiungere la massima libertà di espressione escludendo il mobile sperimentale e scegliendo fra prodotti collaudati e selezionati, sfruttando le illimitate possibilità di variazione offerte dalla composizione di elementi fondamentali come il volume, il colore, la luce e i materiali.

Nell'anticamera il pavimento è di linoleum bianco, pareti e soffitto sono tinteggiati di bianco. Lungo le pareti sono esposte sedie con telaio in legno e un tavolino quadrato di lamiera traforata e smaltata di bianco.

Dei gradini in legno consentono l'accesso al vestibolo ove lungo le pareti sono collocati altri esempi di sedie, un cesto di vimini e un tavolino rotondo con supporto in ferro su cui si trova un piatto di ceramica, tre olii su tela di Bruno Cassinari.

Nel soggiorno lungo la e pareti sono allocati: piatti in ceramica, una tromba di metallo argentato, scaffali per libri, sedie, divano e poltrone, tavolo con piano in marmo, tavoli con struttura in ferro, oggetti in rame e ottone, ciotole in metallo, vasi in cristallo.

Isolato è esposto un biliardo esagonale disegnato da Luigi Caccia-Dominioni e Vico Magistretti.

La sala da pranzo è a pianta esagonale irregolare, il pavimento è in piastrelle ceramiche bianche. Un lucernario esagonale è posto al centro della stanza, fra le porte sono si trovano passatoie di cocco verde.

Isolato nella stanza vi è un grande tavolo ellittico in mogano con supporti metallici, attorno ad esso 10 sedie di legno nero lucido; ceramiche cinesi sono ospitate da un tavolo rotondo di legno laccato in azzurro.

Il giardino d'inverno è pavimentato con piastrelle ceramiche bianche e nere. Lungo le pareti sono posizionate alte spalliere di canne di bambù in vasi. Lungo le pareti sono distribuiti un tavolino quadrato di lamiera traforata, sette sedie e sei poltrone con struttura in metallo.

La camera da letto ha una pianta rettangolare allungata, nell'ambiente sono disposti: letto matrimoniale di metallo, scrivania di legno, vasi in cristallo e marmo, poltroncina, scaffaletto in legno, sgabello.

La camera dei figli è pavimentata con gomma marmorizzata verde e arredata con: due letti in legno, un tavolo rettangolare e uno rotondo, sedie in ferro e legno, scaffale di legno verniciato che ospita ceramiche e volumi, doppia lampada astile.

### Mostra del pezzo unico
La mostra si svolge nel vestibolo superiore e lungo le pareti della Galleria che fiancheggiano il salone d'onore.

Salendo dal piano terreno sui lati si incontrano un mosaico a tessere di paste vitree e smalti e una costruzione in lamiera di rame e ferro verniciata di nero.

Lungo le pareti sono esposti: arazzi, grandi pannelli di ceramica, mosaico a tessere in marmo, veli ricamati a mano, ciotole e oggetti in legno a intarsio, ciotole in rame smaltato, oggetti in ceramica nera, grande vetro dipinto.

### Mostra critica dell'oggetto d'uso
Ordinamento e allestimento: Fredi Drugman, Fabio Mello, Giorgio Morpurgo, Giuliano Rizzi, Albe Steiner
La mostra propone un'analisi storia delle espressioni formali dell'oggetto d'uso inteso come espressione della civiltà.

Il rapporto fra oggetto e civiltà di appartenenza viene esplicato da una serie di riproduzioni che vanno dal vaso canopo etrusco alla ceramica orientale, dall'armatura cinquecentesca a un ottocentesco trabiccolo funzionale da cavastivali.

L'era della civiltà industriale segna una svolta fondamentale dell'evoluzione dell'oggetto d'uso, presupponendo un mercato di massa.

Il successivo determinarsi della forma nei veicoli di nuova invenzione sottolinea questo cambiamento, alludono a questo fenomeno riproduzioni di tavole che illustrano il mutare della forma dal velocipede alla bicicletta e l'evoluzione dell'automobile.

Viene esposta una serie di fotografie che presenta gli aspetti negativi e positivi della produzione ottocentesca e della lavorazione di serie.

Alle pareti dell'elemento multiplo verticale, che si innalza al centro della saletta, alcune riproduzioni rimandano ad esempi di arte figurativa e di tecniche di produzione.

Equivoci culturali legati al preziosismo della forma degli oggetti e alla volgarizzazione di alcune forme d'arte sono un carattere distintivo della produzione contemporanea, che sembra prescindere dagli uomini.

Fotografie di oggetti moderni constatano gli aspetti negativi dei prodotti offerti al pubblico, con il fine di ricercare una genuinità e una spontaneità al di là delle forme.

Quattro grandi pannelli riproducono disegni della proporzione dell'uomo: l'uomo vitruviano di Leonardo, il Modulor di Le Corbusier, le proporzioni secondo Herbert Bayer. Questi studi vengono spesso assunti a simboli, ma nella realtà non esiste un uomo archetipo bensì molti uomini diversi, ed è proprio a costoro che la produzione dell'oggetto d'uso si deve rivolgere.

La mostra si conclude con fotografie di altri esempi per indicare la ricerca di forme più aderenti alle necessità del pubblico.

### Mostra della Merceologia

#### Sezione A
Ordinamento: Umberto Zimelli

Allestimento: Vito Latis
La prima sezione si sviluppa al piano terreno e presenta ambienti raccolti in angoli variati da una successione vivace di colori.

L'allestimento è risolto con l'utilizzo di materie semplici.

La struttura è grezza e nuda, l'arredo consiste in stuoie di cocco, tavoli lignei componibili e semplici diaframmi.

Il percorso all'interno della mostra è a forma di U rovesciata, indicato dalle stuoie di cocco verde.

Nella prima campata, a sinistra di chi entra, e lungo la corsia sono posizionati: quattro poltrone imbottite, sei campioni di chintz, tessuti, un pannello dipinto, tre stoffe stampate di Gio Ponti, vasi e servizi in ceramica, lampade di varie tipologie, due sedie in legno, una grande pittura murale.

All'interno della seconda campata vi sono: tavoli bassi che ospitano vetri e coppe di Murano, tovaglioli di rafia, ceramiche, bottiglie in legno e metallo, tessuti, piatto di rame, culla e cesti di vimini, servizio da fumo in legno e ottone, portaombrelli in rame e altra oggettistica.

A muro sono appesi tre tessuti eseguiti su cartoni, più in basso su un tavolo vengono esposti: tovaglioli di rafia, vasi cefaliformi e due grandi piatti da parete in ceramica, statuetta di ceramica e due anfore di maiolica.

Vicino al pilastro vengono presentati due tessuti e sette oggetti di ottone, vasi e cristallo rosso di Murano, sei tovaglioli e tre candelabri di ottone.

Sui tre tavoli bassi, proseguendo verso destra, sono collocati: cinque vassoi, tre ciotole, due zuccheriere in ottone, tovaglioli in rafia e tessuti, vasi e piatti in ceramica, vassoio e anfore di cristallo di Murano.

Nella zona centrale una grande corsia ospita una successione a spina di cinque tavoli bassi in legno ove sono allocati: vassoi e vasi, coppe, servizi per tavola, per the e per caffè, centri tavola e tovaglie di rafia, formelle decorative, bottiglie e bicchieri.

Nella corsia sono distribuite sei sedie di legno., sul lato sinistro vi è un pannello ad olio di Giuseppe Ajmone mentre in fondo è realizzata una vetrata a colori.

Presso il corridoio fra la casa UNNRA e il cortiletto si possono osservare, appesi e a pavimento: vassoi, stoffe, tappeti, servizi in ceramica decorati, vasi e oggetti in ceramica, vasi in cartone romano, bicchieri e caraffe, portacenere di cristallo.

Sui tre tavoli presso il pilastro sono riportati: tovagliette di rafia, utensili per la cucina in metallo e ceramica, vasi in ceramica, bicchieri e caraffe, una sedia in legno e un paravento in legno dipinto.

Nel centro della corsia cinque tavoli rotondi presentano: vasi, servizi di ceramica, tovaglie in rafia, sedie in legno, statuetta in gesso., coperta di lana ricamata, piattini e ciotole di ottone.

Sulla parte di sinistra dall'entrata su tavoli bassi e ripiani vengono riproposte le stesse tipologie di oggettistica, dando spazio in particolar modo alle realizzazioni in vimini.

Lungo il corridoio adiacente agli alloggi Borsalino vi sono tre grandi pitture murali, mente sulla parete di fondo è realizzata una pittura murale con applicazioni di pastiglia in rilievo.

Davanti al muro dipinto due tavoli bassi ospitano: tovaglie, servizi per frigorifero, fiori in polistirene, cestini in filo di ottone, lampade di varie tipologie e oggettistica in ottone.

Sui tavoli rotondi vengono esposti esemplari di tovaglie e servizi in cristallo di Murano, mentre sui ripiani di legno sono allocati oggetti in terracotta e ceramica, una valigia-materasso in gommapiuma, un tavolino in legno e ferro ed una sedia pieghevole. Sopra il ripiano Saverio Bueno ha realizzato un pannello in ceramica di 30 piastrelle.

Al piano superiore, sulle passerelle che uniscono agli alloggi sovrastanti vi sono esempi di stoffe e vasi in ceramica.

### Mostra degli elementi costruttivi nell'edilizia
Ordinamento e allestimento: Eugenio Gentili Tedeschi, Giuseppe Giribini, Amedeo Clavarino, Romolo Donatelli, Franco Longoni, Giovanna Pericoli, Carlo Santi, Guido Veneziani
È una mostra di particolari di architettura che possono essere prodotti con l'intervento dell'industria nell'edilizia.

La produzione di elementi perfezionati è un fattore di libertà per l'architetto.

La mostra sviluppa il tema dell'inserimento dell'architettura nel mondo della produzione industriale, attraverso un graduale sviluppo di elementi prefabbricati utilizzabili per un perfezionamento tecnico e per favorire un automatico controllo, ma anche come stimoli di libertà compositiva.

Nella mostra, su due piani, si susseguono elementi edilizi prefabbricati o industrializzati – pavimenti, elementi murali, serramenti, pannelli isolanti, intonaci, tavolati, scale di ferro e di legno, tende, soffittature – prodotti da industrie francesi, inglesi e italiane.

I disegni per il pavimento in gres e in gomma a intarsio sono stati dati dal pittore Luigi Veronesi.

Il pavimento a intarsio in legno e granito in palladiana, il pavimento da esterno a intarsio di marmo, pietra granito e cotto, il pavimento a intarsio di linoleum e marmi in graniglia di cemento nero, i campionari degli intonaci sono stati eseguiti dal pittore Ezio Frigerio.

In piano inferiore è suddiviso in quattro settori ove vengono presentati esempi di pareti, pannelli di rivestimento, serramenti, sistemi di oscuramento, montanti, pavimentazioni, soffittature, sistemi di fonoassorbimento.

Due scale – una con grandini a mensola di graniglia e cemento e con ringhiera in ferro, l'altra con gradini di legno montati su trave centrale – collegano al piano superiore, ove vengono presentate diverse tipologie di telai in vari materiali, parapetti, serramenti esterni e pavimenti.

Nella mostra sui pannelli di novopan sono aggiunte fotografie di diversi edifici di tutto il mondo, fra i quai figura “Unitè d'abitation” di Le Corbusier a Marsiglia.

### Mostra internazionale delle Scuole d'Arte
Ordinamento e allestimento: Guido Frette
Alla mostra internazionale delle Scuole d'Arte partecipano Austria, Germania, Italia, Norvegia, lo Stato di Israele e Svezia.

I pezzi presentati interessa tutte le arti industriali, dalla ceramica al vetro, dalle stoffe ai metalli.

Lo Stato di Israele presenta alcuni tipi di stoffe e saggi di arte grafica, l'Italia delle creazioni provenienti dalle scuole statali d'arte mentre il contributo maggiore è offerto da Austria e Norvegia.

La sala è limitata verso la corsia da due quinte, una intera e l'altra formata da elementi verticali sagomati.
Il pavimento è ricoperto da una stuoia di cocco verde.

Gli oggetti sono esposti nelle caselle di scaffali di legno collocati lungo le pareti e a spina, nel centro.

Sulla sinistra sono presenti un tappeto e un tavolo di legno che ospita un ricamo di Rina Colombo.

Sugli scaffali sono esposti: vasi di ceramica e in vetro, tessuti colorati in lino, cotone e seta, vassoi in legno, oggetti religiosi in argento, lampade, vetrate dipinte, bronzetti, oggetti in rame e ottone, una scultura in marmo, legature per libri, vassoi in vari materiali, sciarpe e fazzoletti in lana.

Isolati nel centro della sala: tavolino e scatola da lavoro in legno, due arazzi, tavolo e sgabello in legno, specchio ovale, tappeto in lana e poltrona di vimini.

Sulla parete a destra dall'ingresso vi sono otto riproduzioni fotografiche dei lavori della Scuola d'arte di Amburgo.

Lungo la corsia sono collocate sculture in ferro verniciato del Centro Studi d'arte e produzione industriale di Novara.

### Mostra dell'urbanistica
Ordinamento: Gian Carlo De Carlo, Carlo Doglio, Ludovico Quaroni

Allestimento: Gian Carlo De Carlo

Collaborazione per l'allestimento: Ezio Mariani, Giorgio Madini, Liliana Tarnoczy, Michele Achilli, Luciano Miori, Ernesto Treccani, Albe Steiner, Mario Tudor

Collaborazione per i cortometraggi: Michele Gandin, Maria Luisa Pedroni, Elio Vittorini

Consulenza: Renato Birolli, Umberto Mastroianni
Il contenuto della mostra viene esplicato attraverso le ampie didascalie sottostanti gli stendardi colorati e nelle epigrafi poste al sommo delle porte. Il discorso è suddiviso in due capitoli illustrati e commentati dalle vivaci scenografie che si succedono nelle numerose salette costituenti la mostra.

Fra i due capitoli un'ampia cesura è rappresentata da un gruppo di salette in cui vengono proiettati dei cortometraggi.

Le due parti della mostra sono dedicate al concetto di urbanistica come rapporto dell'uomo con lo spazio che condiziona la sua vita, e alle qualità che deve avere un piano urbanistico nel rispetto dell'equilibrio dell'uomo e dell'ambiente.

Le prime due salette – ospitanti gli stendardi, i montaggi fotografici e scenografici – svolgono il ruolo di introduzione alla mostra.

Nel passaggio a pareti nere sopra la porta è riportata la scritta che vuole sottolineare il valore dello spazio in urbanistica:
Seguono un esempio di spazio tipicamente disarmonico, ristretto con soffitto altissimo, e di spazio “armonico” con una considerazione dello spazio come espressione tipica delle varie società.

Nella saletta successiva attraverso fotografie e pitture si vuole far riferimento a spazi architettonici-urbanistici particolarmente espressivi di momenti o aspetti della civiltà.

Nell'andito seguente, tappezzato di nero, l'epigrafe propone una critica sull'organizzazione dello spazio ovvero sulla urbanistica contemporanea, essa viene commentata e ripresa dalla saletta seguente volutamente sconnessa e con un ritmo disordinato.

A concludere la prima parte un'ultima epigrafe sottolinea il ruolo migliorativo delle condizioni di vita umane che dovrebbe avere l'urbanistica attraverso la modifica dello spazio.

Nelle salette centrali vengono proiettati tre cortometraggi dedicati alla ricostruzione in Italia, agli aspetti negativi e positivi della città, alle conseguenze di una pianificazione sbagliata.

Nella seconda parte della mostra – dopo un interludio di didascalie correlate a stendardi colorati, montaggi fotografici – le epigrafi che si succedono introducono alla considerazione del piano urbanistico come in continuo mutamento, elastico e aperto; esso deve diffondersi in ogni zona della realtà in cui opera e deve essere fatto di impulsi fitti e concatenati.

Figurazioni e montaggi successivi alludono allegoricamente ai concetti espressi dalle epigrafi, è anche presente una struttura decorativa in tubi di ferro di Luciano Miori.

L'epigrafe conclusiva della mostra riporta:

### Mostra dell'industrial design
L'allestimento della grande aula destinata alla mostra delle forme industriali è stato risolto con mezzi di estrema semplicità, che si risolvono in una sorta di raffinato espressionismo. La tinteggiatura delle pareti, color nero-caffe-fuliggine, l'esclusione di qualsiasi velario—così che fosse visivile la copertura industriale a <dikensiana> primo-ottocento, che, non senza scanzonata ironia, si è voluto evocare.
L'illuminazione interamente riflessa, è risolta mediante apparecchi illuminanti sospesi che illuminano ventidue grandi riflettori costituiti da grandi campanule circolari di tela bianca (cd. pelle d'uovo) sospese al soffitto, progettate ed ideate da Pier Giacomo ed Achille Castiglioni. Il pavimento, a due livelli, è di legno.
La grande aula rettangolare si apre, attraverso le sei porte-finestre di uno dei lati brevi, sulla terrazza verso il Parco, e, su una parte di uno dei lati lunghi, si spalanca, come un grande proscenio, sullo scalone.
Gli oggetti sono disposti su quarantasette tavoli quadrati, collocati su basi di diverse altezze e ricoperti alternamente di carte fotografiche bianche, nere, rigate, a retino.
Numeriamo i tavoli partendo dall'ingresso, nella parte bassa e proseguendo, poi, nella parte a quota maggiore.

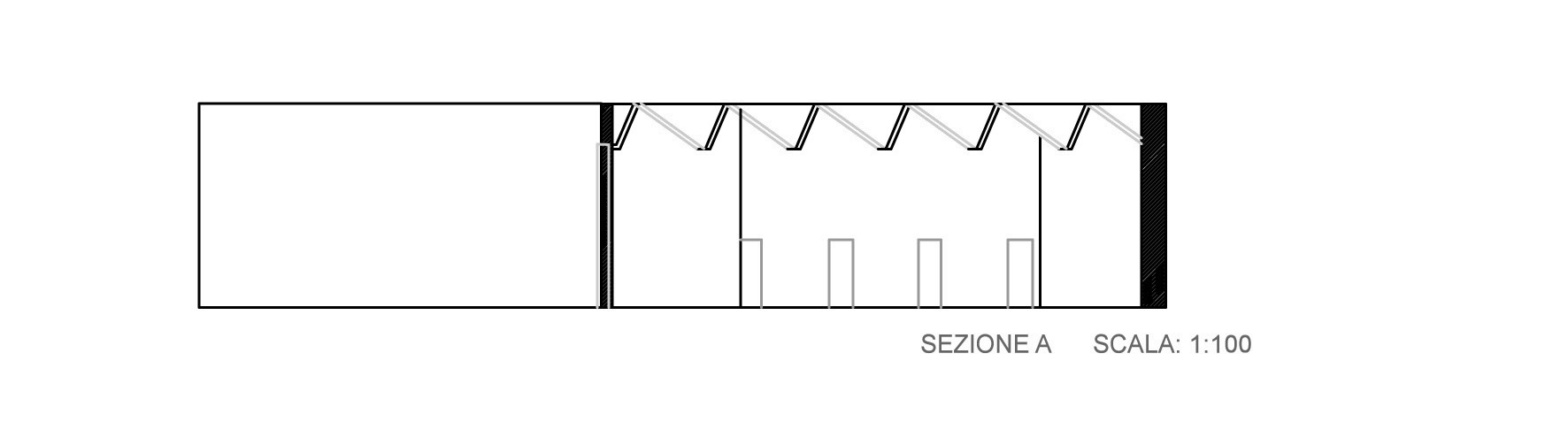
sezione

|  |  |

### E.N.A.P.I. - Ente nazionale artigianato e piccole industrie
L'allestimento presente alla X Triennale ospitò le opere di artigiani e artisti supportati dall'ente stesso, tra i quali ricordiamo:
Mario Romano (Architetto) creatore e curatore dell'esposizione, Gino Frattini (Pittore), Pierluigi Spadolini, Emilio La Padula, Dino Martens, Virgilio Guzzi, Leonardo Spreafico, Eugenio Fegarotti, Enrico Bettarini, Giuseppe Capogrossi, Luigi Montanarini
|  |  |

|  |  |  |

### Mostra di ambienti
Ordinamento: Melchiorre Bega, Osvaldo Borsani, Gio Ponti
Abitazione uni ambientale

L'alloggio minimo (mq. 48) è risolto con la disposizione di un grande soggiorno sul quale è aperto a nicchia lo spazio per il letto, affiancato dai servizi; sull'ingresso si apre la cucinetta comunicante attraverso un passa piatti. Questa formula consente una grande dimensione ambientale.

La colorazione è di una sola intonazione (bianco e giallo), i mobili sono composti da pannelli che vanno a formare la libreria e il letto, l'illuminazione proviene in parte dagli stessi mobili.

Una grande finestra, con tende alla veneziana, arredata si apre su un giardino o un terrazzo: chiusa, di notte, completa le quattro pareti dell'ambiente mentre aperta, di giorno, porta in primo piano elementi sulla scala umana rispetto alla veduta esterna di diverse proporzioni.

Le pareti sono decorate con tre grandi composizioni scenografiche, alla fine della corsia è collocata una grande statua in gesso colorato.

Il soggiorno presenta un pavimento giallo ed è arredato con: scansia e scaffale di legno laccato bianco, tavolo in vetro rosso e supporti in legno, mensola a muro, poltrona e divano, sedie in legno e tavolo rettangolare verso l'esterno; sopra i mobili sono esposte collezioni in ceramica, alla parete sinistra sono appesi due olii su tavola di Salvatore Fiume.

La nicchia per il letto è delimitata da una porta a scomparsa, il letto ha una struttura in legno laccato bianco e per terra è posizionato un tappeto di pelle di vacchetta.

I servizi consistono in un armadio a muro, sedie e mensola in legno, vasca da bagno, lavandino, bidet, vaso bianco, armadietti di lamiera laccata di giallo e rosso, cucina a gas di acciaio.
Studio soggiorno

L'arredamento presenta una soluzione plani metricamente libera con modelli di sedili e mobili a elementi intercambiabili.

All'esterno si trova una pittura murale di Salvatore Fiume, davanti a essa è disposta una statua in terracotta su pavimento a riquadri di linoleum azzurro. Le pareti sono tinteggiate di bianco.

L'arredo consiste in: poltrone e un divano ricoperti in cuoio bianco, specchio rettangolare, mensole e scaffale di legno su cui sono posizionati oggetti in ceramica, argento e cristallo, sedia in ferro ricoperta di cuoio blu, lampada in ceramica e ottone, mobile-libreria-radio-giradischi di legno, sulla parete di fondo è presente una tempera su carta di Giulio Ferrari.
Ambiente arredato con mobili di serie

Vengono presentati elementi di arredo, studiati per un ambiente di soggiorno, con l'intento di riaffermare la possibilità offerta dalla produzione in serie della libera composizione.

Sono esposti un divano letto e una poltroncina con imbottitura in gommapiuma, un tavolo ed una scrivania in legno con supporti in ferro, due elementi per libreria; a parete è realizzata una pittura murale di Salvatore Fiume.

## Sezione Nazionali

### Spagna
Commissario generale: S. E. Luis García de Llera y Rodríguez
Ordinamento e allestimento: Amadeo Gabino Umeda, Manuel Suarez Molezún, Ramón Vázquez Molezún
L'allestimento spagnolo, fedele ai punti programmatici della X Triennale, pone in rilievo la produzione utilitaria e di serie. Tale produzione viene interpretata come una conseguenza funzionale di esigenze tecniche e funzionali.
All'interno della sezione si trovano tre stoffe della ditta “Bel-Tex”, un campione di stuoia intrecciata, la “venencia” ovvero una tradizionale provetta per estrarre del vino dal fondo della botte.

Vengono quindi presentati oggetti d'uso di produzione in serie quali utensili e stoffe, ma anche dei pezzi unici: 21 gioielli disegnati da Salvador Dalì, contenuti in vetrinette di cristallo, e 12 sculture in ferro battuto eseguite da Eduardo Chillida, distribuite nella sala (isolate su piedistallo, sospese o a parete).
Durante il mese di ottobre i gioielli, arrivati ad altra destinazione, furono sostituiti con edizioni spagnole d'arte.
Inoltre un forte richiamo alla tradizione è rappresentato dall'esposizione di costumi tipici, proveniente dal “Museo etnologico” di Madrid, esposti presso l'ingresso e l'uscita.

L'arco di curva della sala è diviso in due parti da una quinta radiale a mezz'aria, composta da pannelli di legno verticali (verniciati in bianco, azzurro e nero).

Da entrambe le parti dalla paratia si protendono a mensola le vetrinette in cristallo contenenti i gioielli.
Il pavimento è ricoperto da una stuoia di palma, mentre la parete curva esterna, dove alloggiano le finestre, è schermata da una cancellata in legno a sezione rettangolare.

La parete curva interna è nera e rivestita con una rete di corda, le due pareti radiali sono una bianca e l'altra azzurra.

Foto dell'allestimento del padiglione spagnolo realizzate da Paolo Monti
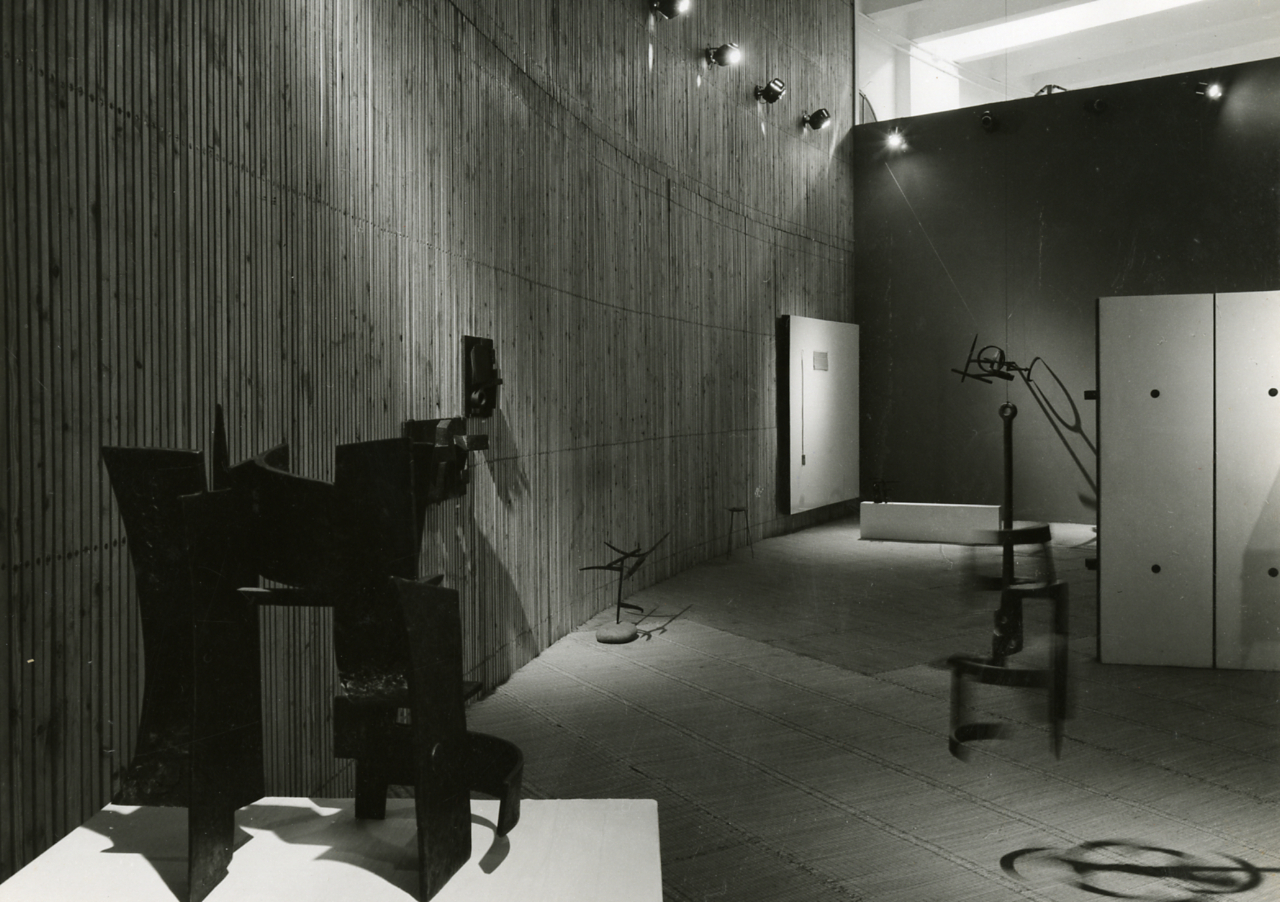
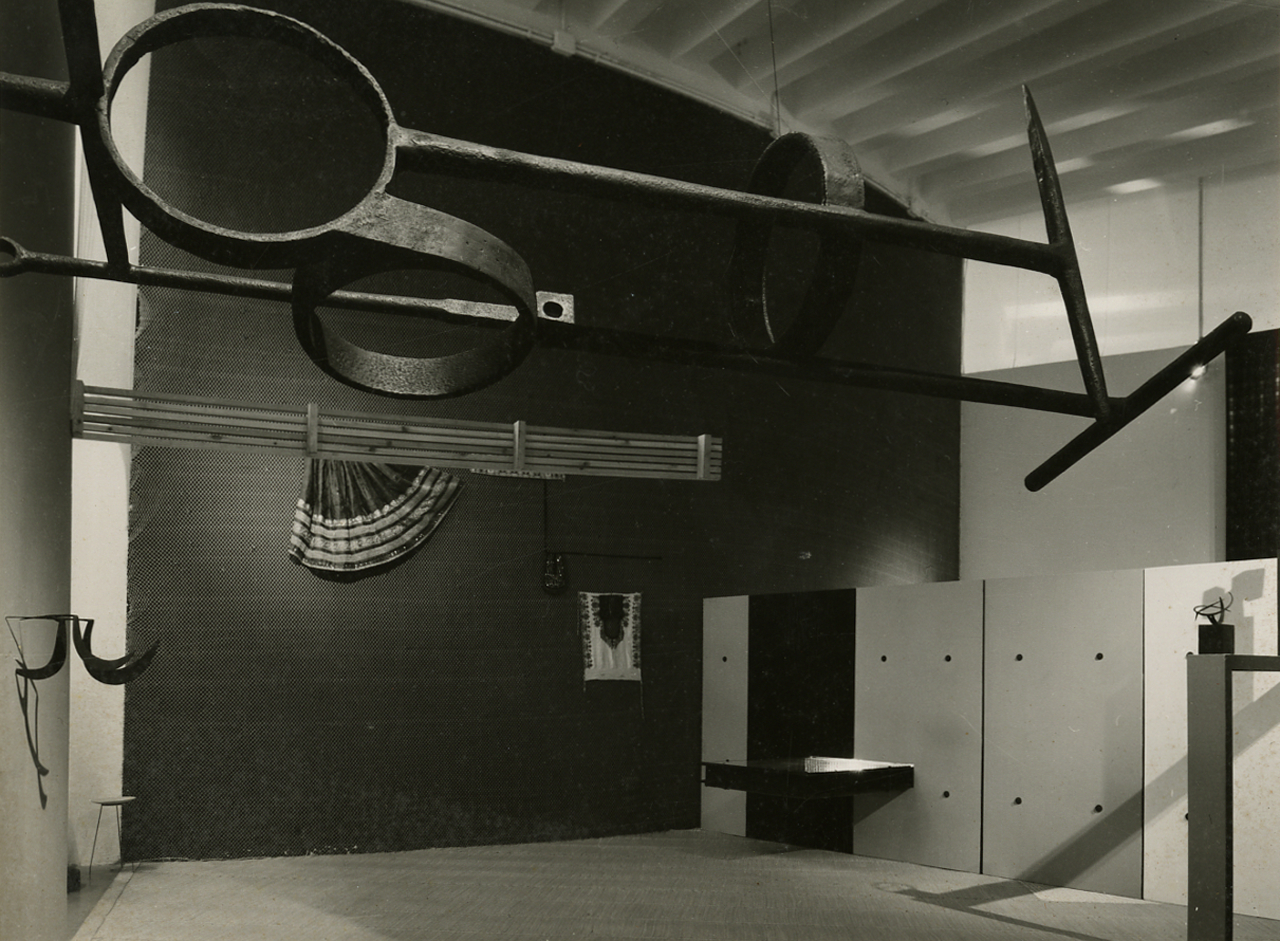

### Canada
Commissario generale: Glen Rannerman

Ordinamento: Donald W. Buchanan

Allestimento: Gordon Stranks
La sezione è interamente dedicata all'estetica industriale.

Il soggiorno rispetta i minimi dimensionali stabiliti dal regolamento canadese ed è arredato con mobili in serie per piccole e medie case moderne.

L'attrezzatura della cucina è anch'essa scelta nella produzione di serie, i materiali più utilizzati sono l'alluminio, il legno di betulla e i materiali sintetici prodotti dall'industria canadese (nylon, vinilite e polistirene).

Viene dato molto rilievo ai mobili da giardino e alle attrezzature per escursioni, rispecchiando lo stile di vita all'aperto canadese.

Tutti i mobili e gli oggetti sono stati scelti dal “National Industrial Design Council of Canada” che conferisce l'attestato di merito “N.I.D.C. Award” ai fabbricanti e disegnatori.

La produzione di serie canadese persegue finalità funzionali e formali, ponendo particolare attenzione anche sull'aspetto commerciale.

Le pareti laterali sono rivestite di carta verde, la parete curva interna è tinteggiata di bianco mentre la parete curva esterna finestrata è schermata da una tenda di cotone bianco satinato stampato a mano, la stampa rappresenta un disegno di John B. Brooks.

Il pavimento è ricoperto da linoleum grigioverde, mentre il soffitto è in parte ribassato da un grande lucernario con telaio in legno e pannelli trasparenti.

Lungo le pareti si trovano esposti i seguenti oggetti: sacco a pelo, ferri da stiro, credenze contenenti stoviglie e utensili da cucina, orologi e radio apparecchi, giochi, scrittoi, lampade, arredo per soggiorno e cucina.

A parete viene collocato il dipinto “Autumn Woods” di David Bruce Milne.

### Partecipazione inglese
Coordinamento e allestimento: Robin Day, Misha Black
La sezione inglese presenta due reparti dedicati all'arredamento.

Il primo, a cura del “Design Research Unit” di Londra, comprende due esempi di ambienti completi: una terrazza e un soggiorno-pranzo divisi da una corda, arredati con mobili disegnati da Ernest Race.

Il soggiorno-pranzo è pavimentato con moquette blu, mentre il terrazzo con listoni di legno e ghiaietto.

Il terrazzo è arredato con un tavolino in legno su cui si trovano due “boccali della incoronazione” di maiolica, tre sedie di cui una a dondolo, un divano azzurro.

Nel soggiorno-pranzo vengono posizionati: due poltrone e un divano con struttura in legno, un tavolino sopra il quale è presente un servizio da the, un tavolo da pranzo arredato con un servizio completo, cinque sedie e una poltroncina in legno, una lampada sospesa al soffitto. Sulle pareti sono appesi un olio su tela e sette fotografie.

Nel secondo reparto vengono esposti mobili disegnati da Robin Day.

All'interno oltre ai mobili singoli si trovano: tessuti disegnati da Tibor Reich, tende e tappeti, lampade, ceramiche e vetrerie.

A destra sull'entrata sono collocate diverse tipologie di sedie e poltrone.

Lungo la paratia divisoria, su una pedana bianca vi sono: scrittoi, lampade, tavoli, poltroncine, sedie, vasi.

Verso l'uscita si incontrano 4 sedie sovrapponibili e due tende (una rosso-arancio con disegni in nero, l'altra nera con pupazzi in rosso e bianco).

### Francia
Il comitato organizzatore della sezione francese ha voluto attenersi al preciso programma proposto dalla X Triennale di Milano.

In relazione al tema della collaborazione fra architettura e pittura sono stati scelti alcuni esempi come l'“Unitè d'habitation” di Marsiglia di Le Corbusier e Wogensky.

Come contributo alla soluzione dei problemi di industrializzazione edilizia viene proposto, con larga documentazione, uno dei cantieri di Saint-Etienne.

In campo urbanistico, la Francia presenta alla Triennale tre film documentari.

La sezione francese ha voluto dare rilievo al problema formale della produzione industriale. All'interno dell'allestimento figurano oggetti di uso corrente come apparecchi sanitari, attrezzi da cucina, utensili domestici, apparecchi elettrici, chincaglieria.

Lungo la parete curva si succedono, dopo il bronzo di E. Martin, fotografie di architettura e tre scaffali contenenti prodotti industriali.
Nel varco verso la sezione tedesca sono collocate due sculture, una in legno e l'altra in rame sbalzato.

Nella zona superiore della parete che delimita la sezione francese da quella tedesca sono esposti 8 cartelloni pubblicitari, sotto di essi si appoggiano altre due bacheche contenenti esempi di arte grafica.

Sulla parete curva esterna sono posizionate altre 7 bacheche collocate in corrispondenza di ogni finestra, anch'esse contenenti altri esempi di arte grafica, acqueforti, gioielli, stoffe, tessuti, vetrate, fotografie di arredamento e architettura. A parete si trovano sia tessuti a mano che stampati.

Nella terza vetrina a muro sono contenuti lavori di celebri artisti come Pablo Picasso e Henri Matisse.

Isolata davanti alla parete vi è una sedia in canna d'India di J. A. Motte.

All'interno dell'allestimento vi sono anche due modelli esposti dal Servizio urbanistico del “Ministere du Longement et de la Reconstruction”, che ha anche operato la selezione dei documenti relativi all'architettura e all'urbanistica da esporre.

Le restanti opere e oggetti sono raggruppati in due nuclei attorno a due incastellature di legno, isolate lungo l'asse della sala.

Al di fuori della sua sezione, la Francia partecipa alle varie mostre internazionali: mostra degli elementi costruttivi dell'edilizia, mostra del mobile singolo, mostra dell'architettura in movimento e alla mostra per i trent'anni della Triennale.

### Germania
Commissario generale: Mia Seeger

Ordinamento: Mia Seeger

Allestimento: Egon Eiermann

Collaborazione: Robert Poeverlein, Georg A. Pollich, Ernst A. Kroeber, Brigitte D’Ortschy, Renate Plantiz, Minna Mohwinckel, Anton Stankowski
(Mia Seeger)
Alla parete a destra dall'ingresso è appesa una scelta di cartelloni pubblicitari e manifesti.

Sotto di essi vi sono tre tavoli che presentano un proiettometro, strumenti elettrici per cucina, apparecchio radiotelefonico, dinamo-magnete.

Sulla parete breve sono esposte tele cerate in tessuti artificiali, davanti ad essa si trova un esempio di cucina economica a gas di metallo smaltato bianco e una poltrona con ossatura di legno e ricoperta con tessuto artificiale.

All'inizio della parete lunga vi sono quattro telai a muro con stampati esempi di grafica pubblicitaria.

Sull'asse del salone è disposta una sintetica mostra di architettura moderna tedesca che comprende un grande modello del teatro di Kassel e una serie di fotografie appese a una struttura metallica tubolare disposta, in due rami, attorno al modello.

Sul secondo asse del salone, in corrispondenza dell'inizio e della fine dell'allargamento, sono presenti due pedane di piastrelle di cemento che ospitano: tappeto a colori, clavicembalo, seggiolina di metallo, mosaici a tessere di marmo, tappeto annodato in lana, grande vaso in ceramica.

Alla parete di elementi in calcestruzzo, a linea spezzata vi è una scenografia per l'”Edipo re”; la medesima parete, protraendosi nell'allargamento della sala, forma quattro scomparti in cui su mensole sono esposti alcuni esemplari di produzione tipografica tedesca e alcune rilegature d'arte.

Sulla sinistra dello sfondato è esposta una serie di esempi di bigiotteria.

Presso il pilastro è allocata un'imponente figura stante di gesso.

Sulla parete lunga di fondo si susseguono, appese al muro, carte da parati, stoffe di varie ditte, ricami e oggetti di cuoio.

Lungo di essa sono è disposta una prima serie di 27 tavoli di legno su piede di calcestruzzo, su di essi sono presentati oggetti di vetro, cristallo, ceramica, porcellana e prodotti dell'industria leggera.

Un secondo gruppo di 12 tavoli si allinea lungo la parete di destra dall'ingresso ove sono allocati i seguenti oggetti: ciotole e sculture in legno, oggetti in ottone, vasi e coppe in ceramica colorati, servizi di ceramica.

A metà salone, secondo l'asse minore, sono disposti altri sei tavoli sui quali si allineano posate e vetrerie.

Nel centro della parete lunga di sinistra trova spazio una grande decorazione del loggiato della Scuola di musica di Berlino.

Al paravento, appoggiato al secondo pilastro, sono appesi alcuni arazzi mentre a terra è posto un grande vaso di vetro.

In vari punti del salone sono disposti sedie, poltrone e tavoli, un tappeto e due grandi vasi in porcellana.
Lungo l'ultimo tratto del salone presso l'uscita sono collocati due grandi candelabri in ceramica e una fonte battesimale; in quattro vetrinette a parete sono esposti suppellettili sacre in argento.

In una nicchia formata con elementi di calcestruzzo sono presentati un crocefisso d'argento ed un fregio in gesso.

Presso l'uscita sono presenti una vetrata dipinta per una chiesa, arazzi e fazzoletti ricamati, un divano letto.

Nell'ultimo settore del salone, nel centro sono disposte sei vetrine, collocate diversamente nello spazio, in cui sono esposte raccolte di opere di oreficeria, argenteria e stoffe, allestite dal grafico Wolfang Nicolaus.

### Norvegia
L'allestimento del Padiglione della Norvegia della X Triennale di Milano è stato curato dall'architetto Arne Rorsmo.
Il modo di vivere di un popolo e gli oggetti che questo usa quotidianamente sono un ottimo punto di partenza per penetrare nello spirito di un paese e dei suoi abitanti.
In Norvegia i boschi non sono mai stati scarsi; quindi il legno è sempre stato un naturale materiale da costruzione e la popolazione norvegese ha sempre cercato di sfruttare le infinite possibilità che questo offriva. Importante in Norvegia è anche l'industria della porcellana e del vetro, che ha raggiunto un alto livello tecnico, anche grazie all'opera di artisti che di tempo in tempo hanno collaborato alla produzione, mantenendo elevato il livello artistico di queste fabbriche.
La Norvegia ha ricche tradizioni su cui costruire e compie numerosi sforzi per cercare di migliorare il proprio livello in ogni campo, tramite la fondazione di apposite scuole con i migliori specialisti che vi insegnano. Viene anche dato modo alla popolazione di vedere e studiare tutto quanto si produce, attraverso un sistema di esposizioni organizzate in tutto il paese dalla “Società Nazionale Norvegese per le arti Applicate”. Queste esposizioni permanenti nelle città o itineranti in altri centri del paese, corsi di lezioni e conferenze, servono a mantenere la popolazione in contatto continuo con i più recenti prodotti delle industrie artistiche e dell'artigianato. Queste esposizioni hanno il compito di insegnare al popolo come deve costruire la propria casa per renderla più pratica, più razionale e più bella di quanto non fosse nei tempi passati.
Partecipando alla Decima Triennale di Milano la Norvegia si pone l'obbiettivo di esporre un quadro esatto dei problemi che sta cercando di risolvere nelle arti applicate. Lo scopo a cui tendono i norvegesi è quello di produrre articoli di uso corrente, semplici e pratici, di colori e forme consoni alle loro tradizioni e al gusto nazionale, e a prezzi che ne permettano l'utilizzo anche al grande pubblico nella vita quotidiana.
La sezione si propone di illustrare come l'attività degli artisti e l'opera dell'artigianato s'inseriscano nella vita quotidiana norvegese. La presentazione insiste sulle produzioni che in Norvegia hanno maggiore importanza e una più antica tradizione, come i tessuti, l'argenteria e i vetri.
Per quanto riguarda l'allestimento, la sala è rettangolare, attraversata da una larga corsia a listoni di legno sopraelevata che si svolge in tre rami. Ci sono poi due spazi rettangolari ribassati, pavimentati con le piastrelle nere, che servono per l'esposizione dei mobili e delle suppellettili. Il tutto si completa con grandi vetrine ai lati dei due rami.

### Finlandia
Commissario generale: Tapio Wirkkala

Allestimento e ordinamento: Tapio Wirkkala
L'arte decorativa finlandese trae ispirazione dall'artigianato popolare, nel campo dei tessuti l'antica “Ryijk” – sorta di arazzio di lana – rappresenta il tema fondamentale e più ricco di varianti.

Di carattere più industriale sono la produzione di ceramica e quella mobiliera, quest'ultima naturalmente legata alla vasta produzione di legname.

La sala è divisa in due parti da due pilastri: la prima, più grande, è pavimentata con linoleum avorio, l'altra con linoleum azzurro.

L'allestimento è risolto con qualche quinta verticale di tessuto, vetrine e tavoli di tutto cristallo, bassi tavoli in legno.

La parete breve, a destra dell'entrata, è tappezzata con una grande fotografia panoramica che richiama il paesaggio finlandese. Sotto di essa sono disposti in successione quattro bassi tavoli rettangolari, sopra di essi sono esposti due veli e una scultura verticale in legno. I tavoli ospitano: bacili e ciotole di maiolica, barattoli e vasetti in ceramica colorata, tegami di terraglia smaltata, piatti e vasi in ceramica screziata, posate in legno.

Nella prima parte lungo la parete si trovano: un tessuto operato in bianco e nero, due sgabelli di betulla, tappeto di lana, sedia con struttura metallica e vimini.

Fra la parete e il pilastro sono presentati: sette lampade in vari colori, tessuti e uno sgabello in betulla.

All'altro pilastro è affiancata una formella di ceramica smaltata.

Fra il pilastro e la parete è alloggiata una vetrina tutto-cristallo a 6 scomparti contenenti: bicchieri e caraffe in cristallo e vetro di vari colori, 5 argenti, 6 coppe colorate di ceramica, vassoio e vuota tasche a forma di foglia, oggetti e utensili da cucina in argento, servizi in ceramica.

A fianco della vetrina sono disposti verticalmente un tessuto ed un velo di canapa.

Lungo la parete maggiore sono posizionati: sedia di metallo e legno compensato, grande formella in ceramica smaltata, poltroncine con strutture metalliche, scultura a forma elicoidale ricavata da un massello di compensato.

Sulla parete breve che riporta all'ingresso si trova un grande tappeto di lana.

Una seconda vetrina di tutto-cristallo a 6 scomparti ospita: svariati cristalli, vasi e soprammobili in cristallo, arazzo con frange, poltrona a sdraio.

Al centro della sala è disposta una bassa pedana nera in legno, su di essa vi sono due tavoli rettangolari di cristallo e due tavoli in legno ricoperti di tela, essi presentano: coppe e vasi in ceramica di vari colori, ciotole e vasi in terracotta, tappeto di lana, stoffa a due diritti.

Nello spazio minore vicino al pilastro si trovano un tessuto e una formella di ceramica.

Alla parete ad angolo con la vetrina si trovano un arazzo nero-grigio e due sedie di legno imbottite.

All'angolo seguente è sistemato un lungo tavolo nero a mensola con quattro scomparti a muro e nello spazio a destra, fra parete e pilastro, sono esposti: un arazzo, due stoffe e lampade da soffitto.

Negli scomparti del tavolo sono posizionati: palette in legno e argento, gioielli in argento, posate, utensili da cucina, bottiglie in vetro e stoviglieria in porcellana bianca.

### Danimarca
Presidente del comitato organizzatore: P. Wonsild

Commissario generale: Povl Boetius

Ordinamento: Povl Boetius

Allestimento. Finn Juhl
La sezione della Danimarca è stata organizzata dal Comitato per le esposizioni all'estero e dall'Associazione nazionale dell'artigianato danese.

L'intento dell'esposizione è richiamare l'attenzione del pubblico italiano e internazionale sui settori del mobile e dell'argenteria.

Nella sala rettangolare, le due pareti brevi sono tinteggiate di bianco mentre quelle lunghe sono semplici divisori realizzati con pannelli rettangolari in legno per la parte inferiore e con tele bianche intelaiate per la parte superiore.

Il ritmo eguale dei pannelli è interrotto in quattro punti da una coppia di pannelli azzurri, da un pannello nero e da due ingrandimenti fotografici.

Il soffitto è risolto con una doppia intelaiatura di legno che regge pannelli di stoffa gialli e arancioni.

Il pavimento è di linoleum avorio.

La sala è divisa in due parti ineguali da una parete bianca decorata con un montaggio fotografico, lo spessore della quinta è color verde scuro come la corrispondente striscia sul pavimento.

Sulla destra dall'ingresso sono posizionati due vetrine, otto mensole e cinque tavoli che ospitano i seguenti oggetti: argenteria, stoviglieria d'argento, scaldavivande, apribottiglie, soprammobile pensile in legno, taglieri e vassoi in legno, dieci pesci in carta bianca sospesi, servizi in ceramica, sedie in legno.

Lungo la parete successiva sotto la composizione fotografica vi sono due poltrone e uno sgabello.

Sull'altra parete lunga sono collocati: tavolo in legno allungabile, due sedie in legno, caraffe e ciotole in ceramica, campioni di stoffe stampate, sgabelli in ferro e legno, divano-letto e poltrona di legno, due sedie di metallo e vimini.

Lungo l'ultima parete breve si trovano. Cinque coltelli in acciaio inossidabile con manico d'avorio, tessuti e un tappeto, tavolo allungabile, sedie in legno e metallo, servizi in porcellana, stoffe, panca di legno e metallo su cui poggia un cuscino in gommapiuma, poltrona in legno rivestita con stoffa grigia e pelle.

Nel centro della sala, isolati, trovano posto un tavolo ovale in legno con tre gambe metalliche, una coppa d'argento e un vaso di ceramica.

Nel varco che dà adito alla seconda parte è allocata una scultura in legno, mentre lungo la parete si trovano quattro vetrine, tre tavoli e una mensola; su di essi sono esposti: oggetti e posate d'argento, sedie in legno e vimini, 12 vasi di ceramica colorata, servizi in ceramica, poltrona in legno imbottita, armadietti in legno laccato.

Sulla pedana alla sinistra dell'uscita vi sono tre campioni di stoffe stampate e una sedia di metallo e pelliccia bianca di agnello.

### Svezia
Presidente del comitato organizzatore: Otte Skold

Commissario generale: Eva Benedicks

Ordinamento: Eva benedicks

Allestimento: sven Engstrom, Gunnar Myrstrand
La parete di fronte all'ingresso è rivestita di carta azzurra, mentre le altre sono tinteggiate di bianco. La parete finestrata a sinistra è unificata da una serie di tendaggi da soffitto a pavimento, il quale è di linoleum marmorizzato grigio.

Presso l'uscita vi è una zona rettangolare con velario più basso, destinata a sala lettura. Il pavimento di questa zona è ricoperto da moquette grigia; l'arredamento si compone di una libreria in legno, vetrinette (ove si trovano riviste e volumi vari, oggetti di argento) e tavolini-scrittoio, divano a 7 posti, due sedie e due tavolini bassi.

Gli oggetti sono esposti in otto scaffali a vari ripiani che corrono lungo le pareti della sala e consistono in: coppe e vasi di cristallo, bicchieri, bottiglie, stoffe, poltrone di vimini, servizi in ceramica e porcellana, recipienti in acciaio e plastica, argenteria, tappeto in cotone, poltroncina in legno e rafia, pannello di lana tessuto a mano, vasi in porcellana e ceramica.

Davanti alle tende della parete finestrata si susseguono 4 pedane di legno. Su di esse sono collocati poltrone, tavolini e divani.

Isolati nella sala vi sono due tavoli bassi, su cui vi sono ceramiche e oggetti in legno, e una quinta pedana.

La Svezia è presente alla Triennale anche nelle sezioni internazionali del Mobile singolo, dell'”Industrial Design” e nella mostra “I Trent'anni della Triennale”.

### Paesi Bassi
Commissario generale: G.H.M. Holt

Ordinamento: G.H.M. Holt

Allestimento: Martin Engleman
Le pareti della sala sono tinteggiate di bianco, salvo la porzione di fronte all'ingresso e gli spessori di muro nel varco che sono neri.

Tutto l'allestimento è risolto con bassi scaffali isolati, mensole a muro e stoffe a parete, drappeggiate da soffitto a parete.

A metà sala sulla sinistra una pensilina in legno rivestita con tela interrompe lo spazio a mezz'aria.

La veranda è arredata con scaffale metallico verniciato di giallo, a pianta poligonale, il fondo è costituito da tende bianche con righe nere.

Su un tavolino all'ingresso si trovaano tre astucci con matite colorate.

Su una lunga mensola a parete sono collocate sedie e poltrone di diverse forme e materiali.

Sotto di essa sul pavimento si trovano una stufa di metallo, un radiatore, aspirapolvere e un armadietto pensile in legno.

Di fianco alla mensola a muro è posizionato uno scaffale metallico a tre sportelli colorati.

La parete a sinistra dell'entrata interamente rivestita con 15 campioni di stoffe stampate a colori; davanti ad essa vi è un lungo scaffale in legno verniciato di nero con 4 scomparti.

Nei due scomparti anteriori sono ospitati 4 paia di scarpe, piattini, posate e utensili da cucina.

Nei due scomparti posteriori sono allocati maniglie, materiale elettrico, recipienti e casseruole, servizio per caffelatte e tovaglioli in lino.

Lo scaffale posto in veranda offre 5 scomparti, in essi si trovano: servizi in porcellana colorati, vasi e bottiglie in vetro, vassoi in cristallo, scodelle e caraffe .

Rientrando dalla veranda si incontrano. un tavolo con ossatura in acciaio, armadietto pensile metallico, tovaglie e panni per cucina, poltrona a sdraio.

Nella vetrina accanto a 6 scomparti incassata nella parte nera sono presenti: lampade, apparecchi radioriceventi, ventilatore, stufa elettrica, macchine per cucire e campioni di stoffe, bilancia automatica.

Dopo la vetrina si incontrano due poltrone con ossatura in legno, mentre in alto all'angolo è sospesa una piccola elica navale in bronzo.

Continuando lungo la parete vi sono altri esempi di sedute e armadietti, in mezzo alla corsia una vetrina ospita tre modelli: due navali e uno di un locomotore ferroviario.

Al centro della sala, due scaffali disposti a L, uno in avorio e l'altro nero, presentano: posate, proiettore, apparecchi elettrici di vario uso, bottiglie in vetro, tessuti, lampade.

La terrazza esterna è arredata con tavolini e poltrone di vimini.

### Belgio
Commissario generale: J. Halmes

Ordinamento e allestimento: j. Halmes, Andrè De Poerck
L'allestimento è ospitato in una sala rettangolare che riceve luce dalle finestre aperte nella parete di sinistra.
			
Il locale è separato in due parti da una vetrina rettangolare disposta a spina secondo l'asse maggiore.
Il pavimento è di linoleum azzurro, le pareti sono bianche mentre il soffitto è nero.

Sulla parete opposta a quella finestrata è esposta una composizione fotografica di Serge Vandercam.

Un telaio composto da cinque travi di legno tagliano orizzontalmente a metà la sala.

Gli oggetti sono disposti su due tavoli-bacheca laterali, sulla pedana e nella grande vetrina centrale.

Sul primo tavolo-bacheca si trovano: un servizio di porcellana, apparecchi ultrasonori terapeutici, ferri per chirurgia, vassoio e insalatiera in legno.

All'estremità del tavolo è collegata una scrivania in legno con quattro sedie in struttura metallica.

Sulla pedana sono ospitati un tavolino in legno e cristallo, 13 coppe e cinque bicchieri in cristallo, una macchina da ripresa ed un proiettore.

Sul secondo tavolo-bacheca vengono posizionati: microscopio binoculare, legature d'arte e opere stampate; sulla paratia verticale collegata al tavolo sono presenti 4 fucili da caccia.

Nella vetrina centrale sono allocati: pannelli a losanga di eternit bianchi e trasparenti ondulati, trasformatore di energia elettrica, apparecchio ottico e nove prismi ottici.

Verso l'uscita è posizionata una composizione con caratteri alfabetici in rame e legno di Marc Severin.

### Austria
Commissario generale: Max Fellerer

Ordinamento e allestimento: Oswald Haerdtl

La mostra espone oggetti, utensili e serie di forme studiati in modo che la funzionalità si traduca in espressiva eleganza di linee e volumi; all'interno della sezione si trovano anche pezzi unici e opere d'arte.

L'allestimento della sala è risolto con molta semplicità ed estrema chiarezza.

Lungo la parete di fondo, drappeggiata da una tenda bianca, corre una grande vetrina orizzontale suddivisa in cinque scomparti.

Sulla parete di destra sono esposti i tessuti, gli oggetti di arredamento sono distribuiti nella sala e riuniti in due gruppi su due pedane quadrate.

Le pareti sono bianche come il pavimento di linoleum a riquadri, un velario filtra la luce dall'alto.

A sinistra dall'entrata si trova un paravento di masonite dipinta, un lampadario ad albero e mobili per ufficio.

Presso il pilastro sono collocati un tavolino per il the, una poltrona di vimini imbottita con gommapiuma, un tappeto di lana e vasi.

Verso la parete di fondo vi sono tre tessuti a mano di lana e tre stampati, la vetrina orizzontale lungo la parete di fondo ospita vasi, ciotole e servizi in ceramica, bicchieri e vasi in cristallo e vetro, lampade, argenteria.

Sulla pedana di destra è raccolta la produzione di “Karl Aubock” composta da: vassoi, taglieri, arnesi per camino, lampade, tavoli, porta libri, servizi e posate.

Sulla pedana di sinistra è esposta la produzione delle ditte Kalmar, Nikoll, Haugenauer: lampade, sedie, tavolini, caraffe, posacenere e altri oggetti in metallo.

Isolati su piedistallo, all'interno della sala sono ospitati due bronzetti di Elisabeth Turolt e uno di Maria Bilyan Bilger.

Sulla parete di sinistra, montate su sette telai di compensato, sono presentate 13 fotografie di “forme industriali”.

### Svizzera
Commissario generale: Michel Peclard

Ordinamento e allestimento: Michel Peclard

La sezione svizzera ha limitato il suo tema a quello delle forme industriali, esemplificate da oggetti di uso quotidiano, utensili, apparecchiature elettriche e da tutti quei prodotti industriali in cui appare evidente il concorrere della tecnica più attuale con il prestigio di una forma conclusa.

La selezione che viene presentata si prefigge come obiettivo di richiamare l'attenzione del pubblico su una scelta di oggetti studiati dal punto di vista formale e di incoraggiare i produttori a curare in particolar modo l'aspetto dei loro prodotti.

L'allestimento della sezione su pianta circolare tende alla realizzazione di un'entità spaziale assolutamente pura.

Le pareti del vano rettangolare sono nere, ospitano una serie di montati di alluminio che sorreggono una grande parete di compensato circolare; su quest'ultima, a diverse altezze, sono allocate 8 vetrinette cubiche girevoli e fra di esse sono sistemati ripiani in legno.

Il pavimento è di linoleum, gli shed della copertura sono stati lasciati in vista attraverso la struttura di cerchi metallici. Questi ultimi reggono lampade di tubi fluorescenti, il pilastro isolato è rivestito di alluminio.

La parete che fronteggia la sezione è decorata con lastre di eternit e con l'inserzione di porzioni di tubo disposti normalmente alla parete.

Sulla parete curva a sinistra si trovano: poltroncina “Rauch” in acero e metallo, all'interno delle vetrine sono collocati due candelabri, vassoi, gioielli e altri oggetti.

Lungo il giro della parete sono presenti un'altra poltrona “Rauch”, una valigetta grammofono, un apparecchio fotografico e altri apparecchi elettronici; all'interno delle vetrine vi sono altri gioielli, 7 orologi, utensili e interruttori elettrici.

Nella porzione di corsia antistante alla sezione vi sono un tecnigrafo, un gioco per bambini ed una poltroncina in ossatura metallica.

Sulla mensola di legno si trovano esemplari della rivista “Graphics”.

## Parco

### Labirinto dei Ragazzi
I progettisti di questo Labirinto per Ragazzi sono gli architetti Lodovico Barbiano di Belgiojoso, Enrico Peressutti ed Ernesto Nathan Rogers.
Il "Labirinto dei Ragazzi" è stato collocato in un boschetto di alberi in Parco Sempione, in modo da risultare quasi una cosa unica con il luogo circostante.

Lo scopo dell'opera è quello di cercare di risolvere uno dei problemi della cultura contemporanea, cioè come poter incoraggiare il contatto tra il pubblico e l'arte.

Poiché si tratta di una questione principalmente educativa, i progettisti hanno pensato di favorire l'incontro fin dalla prima giovinezza, in modo che si venga a creare un rapporto diretto tra l'uomo e le opere.

Il "Labirinto dei Ragazzi" vuole avvicinare il visitatore, anche molto giovane, alle varie forme d'arte in modo quasi giocoso, cosicché la comprensione sia immediata e piacevole.
Ispirandosi alla struttura dei labirinti, i tre architetti hanno voluto realizzare un'opera nella quale il visitatore viene attratto verso l'interno da un senso di curiosità sempre crescente.

Il labirinto è formato da sei spirali in muratura che si integrano tra loro a due a due fino a formare un percorso tortuoso che porta verso il centro della costruzione.
I muri hanno altezze diverse che vanno da 1,45 fino a 2,20 metri in base all'inclinazione del terreno.

Le pareti esterne delle spirali sono decorate con mattoni a vista, mentre sulle pareti interne sono disegnati alcuni graffiti di Saul Steinberg che si susseguono quasi a formare una sorta di racconto delle “cose da vedere”.

Il percorso viene ulteriormente segnato dalla presenza di piastrelle in beola di forma quadrata poste sopra al pavimento di ghiaia che servono a guidare il visitatore verso il cuore del labirinto: qui, da una fenditura nella parete, è possibile osservare una scultura mobile di Alexander Calder che si specchia nel laghetto sottostante.
|  |  |  |

### Casa prefabbricata in legno
La casa prefabbricata di legno è un esempio tipico di prefabbricazione integrale, fu ideata dagli architetti Marcello Grisotti e Luciano Baldessari.
Gli architetti si sono voluti adeguare alle richieste e alle necessità di un pubblico esigente; richieste che si concretizzano in una maggiore completezza di servizi e una maggiore possibilità di variazione degli ambienti, oppure creare un posto dove parcheggiare l'auto in modo tale che sia anche protetta. Per quest'ultimo problema la soluzione è stata trovata sopraelevando la struttura, ciò permette anche la sistemazione della casa su terreni accidentati.
La Capriata è completamente smontabile ed è stata studiata facendo collaborare il legno con il trafilato di alluminio, che assieme danno più resistenza e protezione alla struttura. Tale capriata viene montata a terra ed innalzata intera e fissata nei plinti forati di calcestruzzo.
Le strutture orizzontali sono formate da pannelli aventi due facce di paniforte collegate da una struttura cellulare lignea. I serramenti sono a tutta altezza e a bilico orizzontale.
|  |  |  |  |

### Casa sperimentale
La Casa Sperimentale è il frutto della collaborazione di vari artisti ed architetti. Proprio per questo motivo, essa è l'emblema di un pensiero anacronistico per l'epoca degli anni cinquanta del Novecento, ma ora attuale, cioè la sintesi delle arti contro il pericolo di una loro disgregazione.
| Casa sperimentale | Sezione B-B |

### La Struttura
Questa casa è definita “sperimentale” per l'interessante impiego che fino ad allora non avevano avuto nel campo edilizio, di conseguenza si discosta da quella che è la visione di abitazione tradizionale.
La struttura rientra nella categoria delle case prefabbricate, poiché essa viene realizzata con il montaggio dei singoli pezzi secondo un procedimento molto semplice, il quale non richiede particolare attrezzature di cantiere.
In primis, vengono montate il basamento e le fondamenta in cemento armato vibrato, poi i profilati in acciaio della struttura metallica, successivamente la copertura in alluminio, quindi le pareti interne e quelle esterne prefabbricati, infine il pavimento in gomma ed i serramenti in alluminio anodizzato.
La casa è rivestita all'interno delle pareti e sotto il tetto con lana di vetro, mentre le ampie vetrate di testata sono realizzate con cristalli atermici di produzione italiana: queste due peculiarità rendono la struttura isolata contro il caldo ed i freddo in tutte le sue parti.
Il modulo ed il tema strutturale della casa sperimentale sono costituiti dal triangolo equilatero; da questo ne deriva l'elemento figurativo tipico della struttura, cioè l'”esagono”.
Essa è stata realizzata come soggiorno in campagna, in montagna o casa al mare, dal momento in cui le sue caratteristiche di “padiglione” da adagiare nel luogo scelto permettono questi utilizzi. Comprende due locali con cucina e bagno ed inoltre si presta a numerose varianti nella disposizione planimetrica e nell'impiego dei materiali.

### Il Concept
Le idee espresse da questo primo progetto possono essere rivisitate a seconda delle esigenze di chi l'abita, proprio perché la casa stessa è chiamata “sperimentale”.
Essa è una casa aperta e priva di pesanti murature, progettata per la massima esperienza della natura e del paesaggio nel quale essa è sviluppata, permette di osservare il cielo durante le sue mutevoli fasi del dì e della notte grazie alla copertura trasparente all'ingresso; quest'ultima è stata ideata per ottenere un completo contatto con la natura sia in senso verticale, sia in senso orizzontale.
Le diverse parti della costruzione racchiudono lo spazio continuo interno secondo il volume che richiama le forme geometriche dei cristalli.
La maggiore libertà compositiva permette l'utilizzo di una struttura metallica leggera, del perspex e dell'alluminio, i quali donano dinamica all'opera.

### L'arredo
L'arredamento è stato concepito come una serie di elementi che possono dar luogo a diverse composizioni, proprio perché è la casa che richiede questa flessibilità. La sperimentazione, quindi, diventa un pretesto per realizzare armadi ottenuti con strutture leggere rivestiti da stoffa colorata oppure lampade rivestite in “cocoon” spruzzato, i quali sono pensati come elementi quali volumi unitari nel volume maggiore dell'ambiente.

#### Padiglione per il Soggiorno
Il Padiglione per il Soggiorno è un allestimento ideato dagli architetti Ico Parisi e Silvio Longhi, con la partecipazione dell'ingegnere Luigi Antonietti.
La Giunta Tecnica Esecutiva della Triennale decise di ubicare la costruzione del Padiglione di Soggiorno sul Monte Tordo, dove in passato sorgeva il "Trocadero".
L'opera realizzata doveva essere una costruzione permanente.
La Giunta precisò la necessità di ubicare all'interno del Padiglione un ampio locale di soggiorno-lettura con biblioteca, un bar adiacentema separato ed i relativi servizi.
La costruzione doveva essere della massima trasparenza per non interrompere la continuità del verde circostante.
Il progetto consisteva in un tetto di cemento armato e pareti di vetro. La pianta venne determinata in base alla funzione dell'estensione e della configurazione dell'area assegnata. Inoltre anche in base all'orientamento e alla posizione rispetto al piazzale antistante.
La forma del Padiglione ricorda quella di una chiocciola, limitata all'aesterno da un arco di circonferenza e all'interno da un tratto di spirale. L'arco di circonferenza si adegua alla configurazione del Monte Tordo. I segmenti terminali sono rispettivamente gli ingressi al soggiorno e al bar, e risultano entrambi in corrispondenza delle due scalinate di accesso al piazzale.
Il distacco tra zona di transito e zona di soggiorno è ottenuto mediante la sopraelevazione della struttura del soggiorno, sotto cui vi è il seminterrato con i servizi.
La copertura era inclinata in modo che presentasse la maggiore altezza verso nord e la minore altezza rivolta verso il sole. Tale copertura risolse i problemi di illuminazione naturale e della visibilità all'interno. La zona di lettura, rivolta a nord, venne situata in corrispondenza dell'altezza maggiore, ricevendo quindi luce sufficiente, senza il disturbo del sole; mentre la zona di transito dei visitatori era in corrispondenza della parte più bassa della copertura.
La copertura fu costruita con una lastra continua con piegature radiali a stella, terminate da peduncoli che la distanziassero dal terreno, ne conseguì una struttura staticamente stabile e tecnicamente efficiente.
La configurazione ottenuta permise il proporzionameto volumetrico del padiglione, cioè la larghezza massima corrispondeva con l'altezza maggiore e viceversa. La pendenza costante permise di avere un'analogia tra la forma in pianta e la forma dello spazio.
I serramenti, eseguiti con proilati in alluminio di serie, hanno scomparti di modeste dimensioni per facilitare l'eventuale sostituzione dei cristalli in caso di rottura. Le porte d'ingresso furono in cristallo temperato, mentre il pavimento era in materiale plastico su i due toni del grigio.
L'illuminazione artificiale era indiretta e proveniva da dodici sorgenti luminose situate nella parte cava dei peduncoli, mentre le condutture elettriche era a vista.
Il riscaldamento e la ventilazione erano assicurati da un apposito impianto.
L'arredamento del Padiglione era costituito da mobili in serie, nella zona di lettura erano presenti poltrone e sedie standard con rivestimento di materia plastica e lastex, i tavoli di consultazione avevano i piani in noce e sostegni tubolari in ferro; un sedile in materia plastica con sostegni in alluminio correva lungo il perimetro, fungendo da parapetto.
Nella zona di transito l'arredamento era costituito da soli gruppi di sedili mobili con il minimo ingombro, realizzati in plastica con sostegni in ferro; mentre nella zona bar le materie utilizzate erano: il laminato plastico, il cristallo, il ferro e l'acciaio inossidabile.
L'ingresso al Padiglione era possibile mediante due viali d'accesso ortogonali agli ingressi, e una zona a disposizione del bar, il tutto era lastricati in pietra.
Le decorazioni furono realizzate dai pittori Bruno Munari e Mauro Reggiani e dallo scultore Francesco Somanini.
| Prospetto del Padiglione del soggiorno | Sezione del Padiglione del soggiorno | Sezione del Padiglione del soggiorno |

| Sezione del Padiglione del soggiorno | Sezione del Padiglione del soggiorno |

#### Casa rurale
"Casa Rurale", situata in Parco Sempione (Milano), è stata progettata e realizzata dagli architetti Piero De Amicis e Vincenzo Manente.
L'abitazione si sviluppa su di un unico piano e comprende un settore esterno, costituito da un portico ed un rustico, ed uno interno, composto da un locale soggiorno/cucina, due camere da letto ed un bagno.
Una scala a pioli in legno posta all'esterno consente di raggiungere il sottotetto, adibito a fienile.
La struttura è composta da pilastri prefabbricati in cemento armato, a cui sono agganciate le lastre in cemento che costituiscono le pareti. Sia la pianta che l'alzato sono commisurati ad un modulo di 125 cm.
L'interno presenta pavimenti rivestiti in legno e pareti tinteggiate di colore bianco. Lo spazio dedicato al soggiorno/cucina è arredato con una dispensa di legno lucidato, un tavolo da pranzo laccato azzurro e quattro sedie coordinate; vi sono poi due panche in legno ed un camino in muratura posto al centro della parete.
Una camera è matrimoniale, mentre nella seconda sono presenti due letti singoli destinati ai bambini; il bagno è attrezzato con lavabo, water e vasca da bagno a sedere.
|  |  |  |  |